# Alisa Kozhikina
Alisa Kozhikina (em russo: Алиса Кожикина, Oblast de Leningrado, Rússia, 22 de Junho de 2003), é uma cantora russa. Irá representar a Rússia no Festival Eurovisão da Canção Júnior 2014 com a canção "Dreamer"